# Itamar Nitzan
Itamar Nitzan (in ebraico איתמר ניצן‎?; Herzliya, 23 giugno 1987) è un ex calciatore israeliano, di ruolo portiere.

## Palmarès

### Club

#### Competizioni nazionali
- Coppa Toto: 4

Maccabi Herzliya: 2006-2007
Ironi Kiryat Shmona: 2011-2012
Maccabi Petah Tikwa: 2015-2016
Beitar Gerusalemme: 2019-2020
- Coppa d'Israele: 1

Hapoel Tel Aviv: 2010-2011
- Campionato israeliano: 1

Ironi Kiryat Shmona: 2011-2012